# Rettungskette

Die Rettungskette

Die Rettungskette veranschaulicht, welche Stationen ein Notfallpatient von der Alarmierung des Rettungsdienstes bis zum Eintreffen in der Notaufnahme des Krankenhauses durchläuft. Trotz desselben Grundprinzips kann sich die Darstellung der Rettungskette je nach Quelle deutlich unterscheiden. Eine (ausführliche) Rettungskette lautet etwa wie folgt:
- Absicherung, Eigenschutz
- Alarmierung
- Lebensrettende Sofortmaßnahmen
- Weitere notwendige Behandlungen
- Stabilisierung des Patienten, Transportfähigkeit erstellen
- Transport zum Krankenhaus
- Behandlung in der Notaufnahme
- Intensivstation

Das Sinnbild der Kette ist bewusst gewählt: Eine Kette bricht stets bei ihrer schwächsten Stelle. Um eine möglichst gute Überlebenschance beziehungsweise eine möglichst vollständige Heilung zu gewährleisten, ist jedes Element in der Rettungskette darauf angewiesen, dass sowohl die vorangehenden wie auch die darauf folgenden Tätigkeiten optimal und ohne Verzögerung durchgeführt werden.
Daraus folgt, dass die rasche Alarmierung und die Erste Hilfe durch Laienretter von höchster Bedeutung ist – zum Beispiel können Notärzte und Rettungsdienste die Folgen einer verzögerten oder versäumten Herz-Lungen-Wiederbelebung nicht mehr beheben. Eine seltene, aber in Katastrophenfällen und anderen MANV-Situationen relevante Folgerung ist, dass die Anforderung eines Transports, die Transportvorbereitung und der Transport zu einer Klinik wenig Sinn ergibt, wenn das nachfolgende Glied der Kette – die Notaufnahmen der Kliniken – nicht über freie Kapazitäten verfügt.

## Sicherung durch die einzelnen Glieder
Durch die Nutzung von Ersthelfer-Apps wird erreicht, dass Erste Hilfe durch kompetente Ersthelfer vor Eintreffen der Rettungsdienste geleistet werden kann.

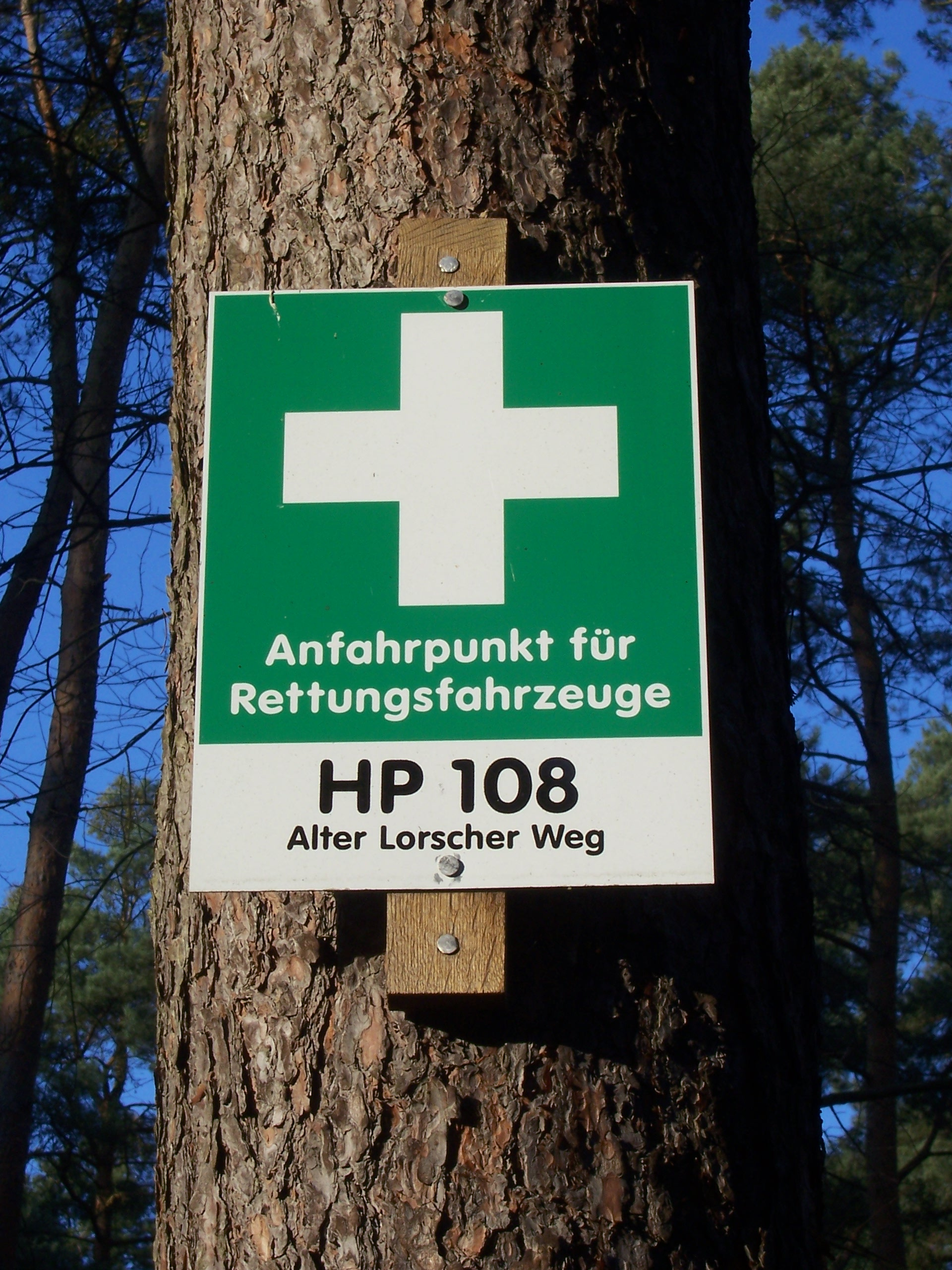
Rettungspunkt in Hessen

In einigen Bundesländern wurden Rettungspunkte als Anfahrtsstellen für Rettungsfahrzeuge definiert, im Gelände beschildert und in Wanderkarten aufgenommen. Sie sollen die präzisere Meldung eines Notfallortes erleichtern und das verzugslose Auffinden durch Rettungsfahrzeuge sicherstellen. Gekennzeichnet sind sie mit Schildern, auf denen ein Referenzcode angegeben ist. So kann eine schnellere Versorgung von verunfallten Waldarbeitern oder Wanderern erreicht werden.
In der Schweiz nennt man die fünf Kettenglieder: Nothilfe, Notruf, Erste Hilfe, Transport und Spital. Auch taucht der Begriff Rettungskette oft in Fragen zum Erwerb eines Führerscheins auf. Bei der Beantwortung ist es ratsam, sich an die vorgegebenen Unterlagen zu halten und sich nicht auf in diese Fragestellung noch nicht eingegangene Neuerungen der Rettungsdienste zu berufen.

## Rettungskette in der Bundeswehr
In der Bundeswehr wird der Begriff Rettungskette ebenfalls im Zusammenhang mit der Versorgung erkrankter, verletzter oder verwundeter Patienten verwendet. Entlang von vier Behandlungsebenen soll dadurch bei Auslandseinsätzen der Bundeswehr im Rahmen der sanitätsdienstlichen Versorgung im Ergebnis dieselbe Behandlungsqualität wie in Deutschland erzielt werden. Je nach Schwere der Krankheit oder Verletzung durchläuft der Patient diese Ebenen teilweise oder vollständig. In der Bundeswehr ist an Stelle der Bezeichnung Behandlungsebene auch der englische Begriff „role“ mit der jeweiligen Nummerierung geläufig.

### Erste Ebene
Erste Hilfe durch Selbst- und Kameradenhilfe bildet den Anfang der Rettungskette. Patrouillen, die entweder eine gewisse Größe haben, sich in einer bestimmten Entfernung abseits der nächsten stationären Behandlungseinrichtung befinden oder auf Grund des Auftrages einer besonderen Gefährdung unterliegen, kann als zusätzliches sanitätsdienstliches Element ein beweglicher Arzttrupp oder ein Sanitätstrupp beigestellt werden. Innerhalb bestimmter Verbände oder in manchen Missionen wird die Fähigkeit der Behandlungsebene 1 durch eine Rettungsstation oder eine Luftlanderettungsstation erweitert. In diesen Einrichtungen erfolgen Maßnahmen der Erstversorgung: Sichtung, Schock- und Schmerzbekämpfung, blutstillende Maßnahmen sowie das Freihalten der Atemwege und die Beatmung durch das medizinische Fachpersonal.

### Zweite Ebene
Diese Behandlungsebene wird im Sanitätsdienst der Bundeswehr durch ein Rettungszentrum oder ein Luftlanderettungszentrum abgebildet. Hier wird die notfallmäßige Diagnostik und Therapie sichergestellt. Es besitzt die Fähigkeit der medizinischen Akutversorgung, inklusive Röntgendiagnostik, Labor, Intensivstation und Operationssaal. Personell steht dafür neben Chirurgen und Anästhesisten eine Reihe von medizinischem Assistenzpersonal zur Verfügung.

### Dritte Ebene
Ist absehbar, dass die Bundeswehr den Auftrag bekommt, für länger als ein Jahr in einem Einsatzland zu verbleiben und ist das jeweilige Truppenkontingent groß genug, wird regelmäßig eine Versorgungseinrichtung der Behandlungsebene 3 eingerichtet. In diesen Feld- oder auch Einsatzlazaretten werden Patienten ambulant und stationär fachärztlich versorgt. Es besitzt eine erweiterte chirurgische, intensivmedizinische und fachärztliche Diagnostik und Therapie, um eine, falls notwendig, direkte Zurückführung nach Deutschland sicherzustellen.

### Vierte Ebene
In erster Linie stehen mit der vierten Behandlungsstufe die Bundeswehrkrankenhäuser zur Verfügung. Auf zivile Krankenhäuser und Rehabilitationseinrichtungen wird bei Bedarf zurückgegriffen. Nach Rückführung des Patienten aus einem Einsatzland erfolgt in diesen Einrichtungen die notwendige weitergehende Behandlung und Therapie. Ziel ist die vollständige Genesung bzw. Rehabilitation.